# Virreina Alta
Virreina Alta es un barrio perteneciente al distrito Palma-Palmilla de la ciudad andaluza de Málaga, España. Según la delimitación oficial del ayuntamiento, limita al este con el barrio de Las Virreinas y al sur, con el barrio de La Palma. Al norte y al oeste limita con terrenos no urbanizados de la ladera del Monte Coronado. Calificado como barrio marginal en el Plan General de Ordenación Urbana de la ciudad, se trata de un barrio semiaislado, compuesto por casamatas y viviendas de autoconstrucción. 
Ninguna línea de autobús de la EMT alcanza los límites del barrio. 
- Datos: Q6163794